# 沃夏京
50°47′38″N 24°8′59″E / 50.79389°N 24.14972°E
沃夏京（烏克蘭語：Вощатин），是烏克蘭西北部的村莊，隸屬沃倫州的沃洛德米爾區。該村始建於1577年，面積0.6平方公里，海拔高度213米，2001年人口269，人口密度每平方公里448.33人。